# Stefan Feld
Pour les articles homonymes, voir Feld.
 (décembre 2018).
Si vous disposez d'ouvrages ou d'articles de référence ou si vous connaissez des sites web de qualité traitant du thème abordé ici, merci de compléter l'article en donnant les références utiles à sa vérifiabilité et en les liant à la section « Notes et références ».
Stefan Feld, né en 1970 à Karlsruhe en Allemagne, est un auteur de jeux de société allemand.

## Biographie
Il vit à Gengenbach, dans le land de Baden-Württemberg en Allemagne[réf. nécessaire].
Il crée des jeux de société dits modernes, et plus spécifiquement des jeux qualifiés d'Eurogame ou jeux à l'allemande. Il est particulièrement connu pour l'utilisation qu'il fait des dés dans ses jeux. Deux des jeux qu'il a conçus, Strasbourg et Bruges, ont été nommés pour le Spiel des Jahres en Allemagne. Plusieurs de ses jeux sont illustrés par Harald Lieske ou Michael Menzel.

## Ludographie

### Auteur
- 2005 : Roma, illustré par Michael Menzel, édité par Queen Games.
- 2006 : Rum and Pirates, illustré par Claus Stephan, édité par Alea.
- 2007 : Notre Dame, illustré par Harald Lieske et Michael Menzel, édité par Alea.
- 2007 : L'Année du Dragon, illustré par Harald Lieske et Michael Menzel, édité par Alea et Filosofia.
- 2009 : Les Piliers De La Terre - Le Duel Des Bâtisseurs, illustré par Michael Menzel, édité par Filosofia.
- 2009 : Macao, illustré par Harald Lieske et Julien Delval, édité par Alea.
- 2009 : Arena: Roma II, illustré par Michael Menzel, édité par Queen Games.
- 2010 : The Speicherstadt, illustré par Andreas Resch, Harald Lieske et Michael Menzel, édité par Eggetspiele.
- 2010 : Sh't Happens, illustré par Michael Menzel, édité par Queen Games.
- 2010 : Luna, illustré par Klemens Franz, édité par Hall Games.
- 2011 : Strasbourg, illustré par Alexander Jung, édité par Pegasus Spiele.
- 2011 : Les Châteaux de Bourgogne, illustré par Harald Lieske et Julien Delval, édité par Alea.
- 2011 : Trajan, illustré par Jo Hartwig, édité par Ammonit-Spiel.
- 2013 : Bora Bora, illustré par Alexander Jung, édité par Alea.
- 2013 : Bruges, illustré par Michael Menzel, édité par Hans im Glück.
- 2013 : Rialto, illustré par Andreas Resch, édité par Pegasus Spiele.
- 2013 : Amerigo, illustré par Harald Lieske et Claus Stephan, édité par Queen Games.
- 2014 : La Isla, , édité par Alea.
- 2014 : Aquasphere, illustré par Dennis Lohausen, édité par Matagot.
- 2016 : Jórvík, illustré par Marc Margielsky, édité par Pegasus Spiele.
- 2016 : L'oracle de Delphes, illustré par Dennis Lohausen, édité par Matagot.
- 2016 : Les Châteaux De Bourgogne : Le Jeu De Cartes, illustré par Harald Lieske et Julien Delval, édité par Alea.
- 2018 : Carpe Diem, édité par Alea.
- 2018 : Forum Trajanum, illustré par Michael Menzel, édité par Huch! & Friends.
- 2020 : Les Châteaux de Toscane, illustré par Antje Stephan et Claus Stephan, édité par Alea.
- 2020 : Kokopelli, illustré par Markus Erdt, édité par Queen Games.
- 2020 : Bonfire, illustré par Dennis Lohausen, édité par Pegasus Spiele.
- 2021 : Hamburg, illustré par Christian Fiore, édité par Queen Games.
- 2021 : Amsterdam, illustré par Christian Fiore, édité par Queen Games.
- 2022 : New York City, illustré par Klemens Franz, édité par Queen Games.
- 2022 : Marrakesh, illustré par Klemens Franz, édité par Queen Games.

### Avec Michael Rieneck
- 2017 : Merlin, illustré par Dennis Lohausen, édité par Queen Games.

### Avec Chris Toussaint
- 2017 : Les Châteaux De Bourgogne : Le Jeu De Dés, illustré par Harald Lieske et Julien Delval, édité par Alea.

## Nominations et récompenses
Spiel des Jahres
- Nommé Kennerspiel Des Jahres 2019 : Carpe Diem, 2018, édité par Alea.

As d'or Jeu de l'année
- Nommé Jeu de l'année 2012 : Les Châteaux de Bourgogne, 2011, illustré par Harald Lieske et Julien Delval, édité par Alea.

Le Diamant d'Or
- Sélection Diamant d'Or 2019 : Forum Trajanum, 2018, illustré par Michael Menzel, édité par Huch! & Friends.
- Diamant de Bronze 2021 : Bonfire, 2020, illustré par Dennis Lohausen, édité par Pegasus Spiele[1].
- Diamant d'or 2023 : Marrakesh, 2022, illustré par Patricia Limberger et Franz Vohwinkel, édité par Queen Games.